# Мост Цзинъюэ
Мост Цзинъюэ (кит. упр. 荆岳长江大桥, буквально: «Мост над Янцзы между Цзинчжоу и Юэяном») — комбинированный мостовой переход, пересекающий реку Янцзы, расположенный на территории уезда Цзяньли и района Юньси; 8-й по длине основного пролёта вантовый мост в мире (4-й в Китае). Является частью скоростной автодороги S61 Сучжоу—Юэян.

## Характеристика
Мост соединяет северный берег реки Янцзы (уезд Цзяньли городского округа Цзинчжоу) с южным берегом (район Юньси городского округа Юэян).
Длина мостового перехода — 5 419 м, в том числе вантовый мост 1 121 м. Мостовой переход представлен двухпилонным вантовым мостом с длиной основного пролёта 816 м, который сменяется с двух сторон секциями балочной конструкции и двумя мостовыми подходами с обеих сторон. Высота основных башенных опор — 265,5 м и 224,5 м. Башенные опоры имеют форму буквы Н, немного сужаясь с высотой. 
Имеет 6 полос движения (по три в обе стороны).
На момент открытия мостовой переход был седьмым в мире и третьим в Китае вантовым мостом по длине основного пролёта. Мост стал четвёртым в Китае после введения в эксплуатацию в 2013 году автомобильного моста Цзюцзян вантовой конструкции, который длиннее Цзинюэ на 2 м. Является длиннейшим в мире вантовым мостом с пилонами формы буквы Н.